# Carl Johansson (cầu thủ bóng đá, sinh 1998)
Carl Harry Stefan Johansson (sinh ngày 17 tháng 6 năm 1998 ở Blomstermåla) là một cầu thủ bóng đá người Thụy Điển thi đấu ở vị trí tiền vệ cho Östers IF ở Superettan, theo dạng cho mượn từ Kalmar FF.
Johansson là cháu trai của cựu tuyển thủ bóng đá Thụy Điển Benno Magnusson và Roger Magnusson.